# Andreas von Beckerath
Andreas von Beckerath (ur. 16 stycznia 1971 w Sztokholmie) – szwedzki dyplomata, w latach 2013–2016 ambasador Szwecji w Ukrainie, od 2023 roku ambasador Szwecji w Polsce.

## Życiorys
Ukończył studia licencjackie z zakresu biznesu i ekonomii na uniwersytecie w Uppsali. Studiował także filologię rosyjską na Petersburskim Uniwersytecie Państwowym oraz filologię niemiecką na uniwersytecie w Dortmundzie.
Pracował w ambasadach w Londynie, Berlinie, Moskwie i Bukareszcie. Był szefem zespołu ds. konfliktów i polityki humanitarnej Ministerstwa Spraw Zagranicznych Szwecji. 13 września 2013 roku złożył listy uwierzytelniające zostając ambasadorem Szwecji w Ukrainie. Stanowisko to pełnił do 2016 roku. Następnie był dyrektorem Departamentu Europy Wschodniej w szwedzkim MSZ. 26 października 2023 roku złożył listy uwierzytelniające dotyczące pełnienia funkcji ambasadora Szwecji w Polsce.

## Życie prywatne
Jest żonaty z Anną Rinder. Deklaruje znajomość języków angielskiego, niemieckiego, rosyjskiego, francuskiego i holenderskiego.